# Будинок купця Жидовецького
Будинок купця Жидовецького — (місто Хмельницький, вул. Проскурівська, 35) житловий будинок початку XX століття з вбудованими магазинами. Пам'ятка архітектури місцевого значення.

## Історія
Побудований на початку XX століття коштом торговця галантереєю Ф. Жидовецького. Під час визвольної війни у будинку тимчасово перебували штаби військових частин, що на той час володіли містом. Так, у квітні-травні 1919 року тут розташовувався штаб Гусятинсько-Волочиської бойової дільниці Червоної армії, у липні та листопаді 1920 р. — штаб 14-ї радянської армії під командуванням І. Уборевича. Про факт перебування штабу 14-ї армії свідчить меморіальна дошка, яка була встановлена у 1971 році. У радянські часи (у довоєнні та повоєнні роки) у будинку знаходився міськвиконком.
Нині будинок займають відділи об'єднаного міського військового комісаріату.

## Архітектура
Триповерховий, цегляний, тинькований, у плані прямокутний. Виконаний у стилі модерн. Композиція фасаду симетрична, виокремлюється вертикальна вісь центральної розкріповки, яка увінчана аттиком з напівциркульним щипцем. Ще дві осі, симетричні відносно центральної, утворювали балкони другого-третього поверхів (балкони демонтовано під час реконструкції 1980-х рр.). Лиштви вікон багато оздоблені ліпним модерновим декором, деталі якого підкреслено пофарбуванням. На рівні даху влаштовано парапет із декорованих стовпчиків і ажурних металевих ґрат.